# 斯捷帕年基
50°21′36″N 33°57′6″E / 50.36000°N 33.95167°E
斯捷帕年基（烏克蘭語：Степаненки），是烏克蘭中部的村莊，隸屬波爾塔瓦州的米爾霍羅德區。該村始建於1870年，面積0.49平方公里，海拔高度132米，2001年人口171。